# Права человека в Египте
Права человека в Египте основаны на исламе. Египет обвиняется в ограничении религиозных прав христиан-коптов и сексуальных меньшинств, а также в применении смертной казни. По данным правозащитных организаций (Amnesty International, Human Rights Watch), Египет принадлежит к группе стран, где права человека постоянно нарушаются.

## Исторический контекст
С момента введения чрезвычайного положения в 1981 году права человека в Египте систематически нарушались. Ограничения в основном распространяются на религиозных фундаменталистов, коптов и сексуальных меньшинств. После парламентских выборов 2005 года египетские либералы потребовали от Мубарака свободы слова, уважения прав человека и экономических реформ.
Во время арабской весны египтяне отстранили от власти Хосни Мубарака. Более 800 человек погибли в столкновениях между правительственными войсками и протестующими. Власть перешла к Высшему совету вооружённых сил. Свержение Мубарака вызвало кризис в центре власти. Были опасения, что исламские экстремистские группировки придут к власти, введя правила, основанные на учении Корана. Египетская армия помешала экстремистам прийти к власти. В середине 2012 года к власти в Египте пришёл Мухаммед Мурси. 3 июля 2013 года он был отстранён от власти. Адли Мансур стал новым президентом страны.
В июне 2014 года в должность президента вступил Абд аль-Фаттах ас-Сиси. По данным Human Rights Watch, ас-Сиси допустил злоупотребления и насилие со стороны полиции и армии под предлогом борьбы с терроризмом. В 2016 году правительство Египта использовало запрет на передвижение, финансовые ограничения и замораживание активов, чтобы замолчать и оклеветать гражданское общество. В сентябре 2019 года более 2300 человек были задержаны за участие в антикоррупционных демонстрациях. Протесты вспыхнули после публикации так называемых вирусных видео, документирующих высокий уровень коррупции в египетской армии.
Египет был одной из немногих арабских стран, которые приняли сирийских беженцев, спасающихся от гражданской войны. По состоянию на декабрь 2016 года Египет принял 115 204 беженцев.

## Свобода слова и печати
В Египте очень строгая цензура. В рейтинге свободы слова НПО «Репортёры без границ» в 2020 году Египет занял 166-е место. Многие журналисты были арестованы, некоторые провели несколько лет в заключении без предъявления обвинений и суда. Других приговаривают к годам лишения свободы или пожизненному заключению в ходе массовых акций протеста. С момента прихода к власти Абд аль-Фаттаха ас-Сиси появился термин «Сизификация», связанный с задержанием журналистов, подозреваемых в поддержке «Братьев-мусульман». Ас-Сиси выкупил крупнейшие медиа-группы, благодаря чему теперь он контролирует наиболее важные СМИ в Египте. Во время арабской весны некоторым египетским художникам сделали выговор по телефону со стороны египетских служб безопасности.
Интернет — единственное средство массовой информации, которое не подвергается полной цензуре. Летом 2017 года правительство Египта заблокировало более 500 интернет-порталов (в основном новостных). В соответствии с Законом о терроризме от августа 2015 года журналисты обязаны сообщать о террористических актах только на основании сообщений правительства. Закон 2018 года предоставил правительству контроль над СМИ и разрешил закрывать веб-сайты для обмена независимой информацией.
Журналистам и правозащитникам запрещён доступ на большую часть Синайского полуострова и они не могут самостоятельно освещать какие-либо военные операции. Журналисты также задерживаются из-за материалов об экономических проблемах Египта. После президентских выборов 2018 года и референдума 2019 года цензура была ужесточена.
В сентябре 2006 года египетское правительство запретило распространение Le Figaro и Frankfurter Allgemeine Zeitung из-за публикации статей, которые были признаны оскорбительными для мусульман.

## Смертная казнь
В Египте применяется смертная казнь. Весной 2014 года к смертной казни приговорили около 1000 людей, связанных с «Братьями-мусульманами». В 2019 году казнено не менее 32 человек. В 2018 году к смертной казни приговорили не менее 717 человек, а в 2019 году — не менее 435 человек. Amnesty International в своих отчётах отметила изменение смертных приговоров на тюремное заключение для некоторых осуждённых.

## Религиозная свобода
Ислам является государственной религией Египта. Согласно отчёту Комитета по международной религиозной свободе за 2010 год, Египет занимает второе место в рейтинге стран, нарушающих свободу вероисповедания. Дискриминация и нарушения прав человека в основном затрагивают: христиан-коптов, бахаи, мусульман-шиитов, евреев, свидетелей Иеговы и членов секты коранитов. В мировом рейтинге преследований 2020 года, составленном организацией Open Doors, Египет занял 16-е место.

## Права женщин
В странах, находящихся под влиянием ислама, женское обрезание является серьёзной проблемой, имеющей мало общего с религией. Египет и Судан считаются странами, наиболее пострадавшими от этого явления. В 2002 году 97% замужних женщин Египта были обрезаны. Иссечение клитора часто выполнялось с согласия и по инициативе женщин, которые считали, что обрезание обеспечит защиту и удовлетворение в их семейной жизни. В 2008 году обрезание было запрещено. Сюзанна Мубарак, жена бывшего президента Египта Хосни Мубарака, возглавила кампанию «Начало конца. Нет обрезанию женщин». Правительственная кампания была направлена на всех египтян. Помимо неё, были проведены и другие социальные кампании по борьбе с женским обрезанием.
В Египте действует Центр правовой помощи для египетских женщин и адвокатов за справедливость и мир, возглавляемый Аззой Солиманом. Организация оказывает юридическую помощь и борется с неграмотностью среди бедных женщин и девочек. В 2016 году власти Египта признали Солиман шпионкой и сочли деятельность учреждения угрозой национальной безопасности. В декабре 2016 года её арестовали и допросили. После непродолжительного задержания она была освобождена, но ей было предъявлено обвинение в получении финансовой помощи для оскорбления страны.

## Международная реакция на ситуацию в Египте
Европейский союз активно продвигает права человека и демократию в Египте. Египетские власти иногда поощряли имамов критиковать правозащитников, прибегавших к помощи западных стран.
В конце сентября 2020 года в Вашингтоне была создана DAWN (дословно: «Рассвет»; сокращение от «Демократия для арабского мира сейчас» — англ. Democracy for the Arab World Now). Организация нацелена на мониторинг прав человека в Саудовской Аравии, Египте и Объединённых Арабских Эмиратах.